# Chiesa di Santo Stefano degli Ulivi
La chiesa di Santo Stefano degli Ulivi è un ex edificio di culto cattolico situato in piazza Mameli, nel centro storico di Ravenna.

## Storia e descrizione
Progettata dall'architetto Domenico Barbiani, fu costruita nel 1757 su un complesso monastico preesistente. Questo convento avrebbe ospitato anche la figlia Dante Alighieri, Antonia, conosciuta da tutti col nome di Suor Beatrice. Sconsacrata nel 1882, fu poi trasformata in  una caserma dei Vigili del Fuoco e successivamente in un deposito della locale Polizia Municipale. La chiesa è formata da una sola navata e caratterizzata da un'imponente facciata convessa in mattoni.